# Sigma Canis Majoris
Sigma Canis Majoris è una stella della costellazione del Cane Maggiore di magnitudine apparente di +3,49, distante dalla Terra 1220 anni luce.

## Osservazione
Visibile poco a nord-est di Adhara (ε Canis Majoris), in direzione di Wezen, si tratta di una stella situata nell'emisfero celeste australe; grazie alla sua posizione non fortemente australe, può essere osservata dalla gran parte delle regioni della Terra, sebbene gli osservatori dell'emisfero sud siano più avvantaggiati. Nei pressi dell'Antartide appare circumpolare, mentre resta sempre invisibile solo in prossimità del circolo polare artico, più a nord della latitudine 63° N . Essendo di magnitudine 3,49, la si può osservare anche dai piccoli centri urbani senza difficoltà, sebbene un cielo non eccessivamente inquinato sia maggiormente indicato per la sua individuazione.
Il periodo migliore per la sua osservazione nel cielo serale ricade nei mesi compresi fra dicembre e maggio; nell'emisfero sud è visibile anche all'inizio dell'inverno, grazie alla declinazione australe della stella, mentre nell'emisfero nord può essere osservata limitatamente durante i mesi della tarda estate boreale.

## Caratteristiche fisiche
Sigma Canis Majoris è una supergigante rossa intrinsecamente molto luminosa; a lungo definita di classe spettrale K7Ib, le più recenti misurazioni la classificano di tipo M1.5Iab. Ha un raggio 420 volte quello del Sole ed una massa 12 volte superiore.
Nonostante un'età di soli 17 milioni di anni, la stella è già in avanzato stadio evolutivo ed è poco sopra il limite per esplodere in una supernova entro tempi relativamente brevi, anche se questo dipenderà anche dalla perdita di massa per i forti venti stellari che emana la sua atmosfera.
Come supergiganti di questo tipo, Sigma Orionis è una variabile irregolare, la sua luminosità varia infatti da +3,43 a + 3,51.